# اندونی موروا
اندونی موروا (انگلیسی: Andoni Murúa؛ زادهٔ ۲۰ مارس ۱۹۵۳) بازیکن فوتبال اهل اسپانیا است.
از باشگاه‌هایی که در آن بازی کرده‌است می‌توان به باشگاه فوتبال اسپانیول، باشگاه فوتبال راسینگ سانتاندر، باشگاه فوتبال لوانته، باشگاه فوتبال آلمریا، و باشگاه فوتبال اتلتیک بیلبائو بی اشاره کرد.